# Arteni (berg)
Arteni (armeniska: Արտենի) är en vulkan i Armenien. Det ligger i den västra delen av landet, 70 kilometer väster om huvudstaden Jerevan. Toppen på Arteni är 2 047 meter över havet, eller 152 meter över den omgivande terrängen. Bredden vid basen är 0,64 km.
Terrängen runt Arteni är kuperad åt sydost, men åt nordväst är den platt. Närmaste större samhälle är Talin, 7,5 kilometer öster om Arteni.
Trakten runt Arteni består i huvudsak av gräsmarker. Runt Arteni är det ganska tätbefolkat, med 60 invånare per kvadratkilometer.